# Asplenium nidus
Asplenium nidus es una especie de helecho de la familia de las aspleniáceas.

## Descripción
Es un helecho de mediano tamaño, achaparrado y hojas lustrosas. Es nativo a las selvas lluviosas de Nueva Gales del Sur y Queensland en Australia a lo largo de la Gran Cordillera Divisoria, paralela a la Costa Este de dicho país. También se la puede encontrar (aunque de manera menos común) en Nueva Guinea, zonas tropicales del Sudeste Asiático y África, Tahití y Hawái. Los ejemplares de mayor tamaño se dan hacia el norte de Queensland (donde pueden alcanzar el sorprendente tamaño de 2.2 m de altura y 2 m de envergadura), mientras que los menores estarían en la costa central de Nueva Gales del Sur, aunque hay teorías que sugieren que el segundo es otro tipo de especie con otra genética diferente.
En la naturaleza es de hábito epifito o litófito, y se lo encuentra creciendo sobre los troncos de los árboles (sin parasitarlos) en los sustratos bajos de las selvas, donde predomina la sombra, lo que lo hace una buena planta de interior. Pero a veces también puede encontrarse directamente en el suelo. 
Como todos los helechos, se reproduce por soros que aparecen en las frondes fértiles.

## Taxonomía
Asplenium nidus fue descrita por Carlos Linneo  y publicado en Species Plantarum 2: 1079. 1753.
Etimología
Ver: Asplenium
Sinonimia
- Asplenium antiquum Makino

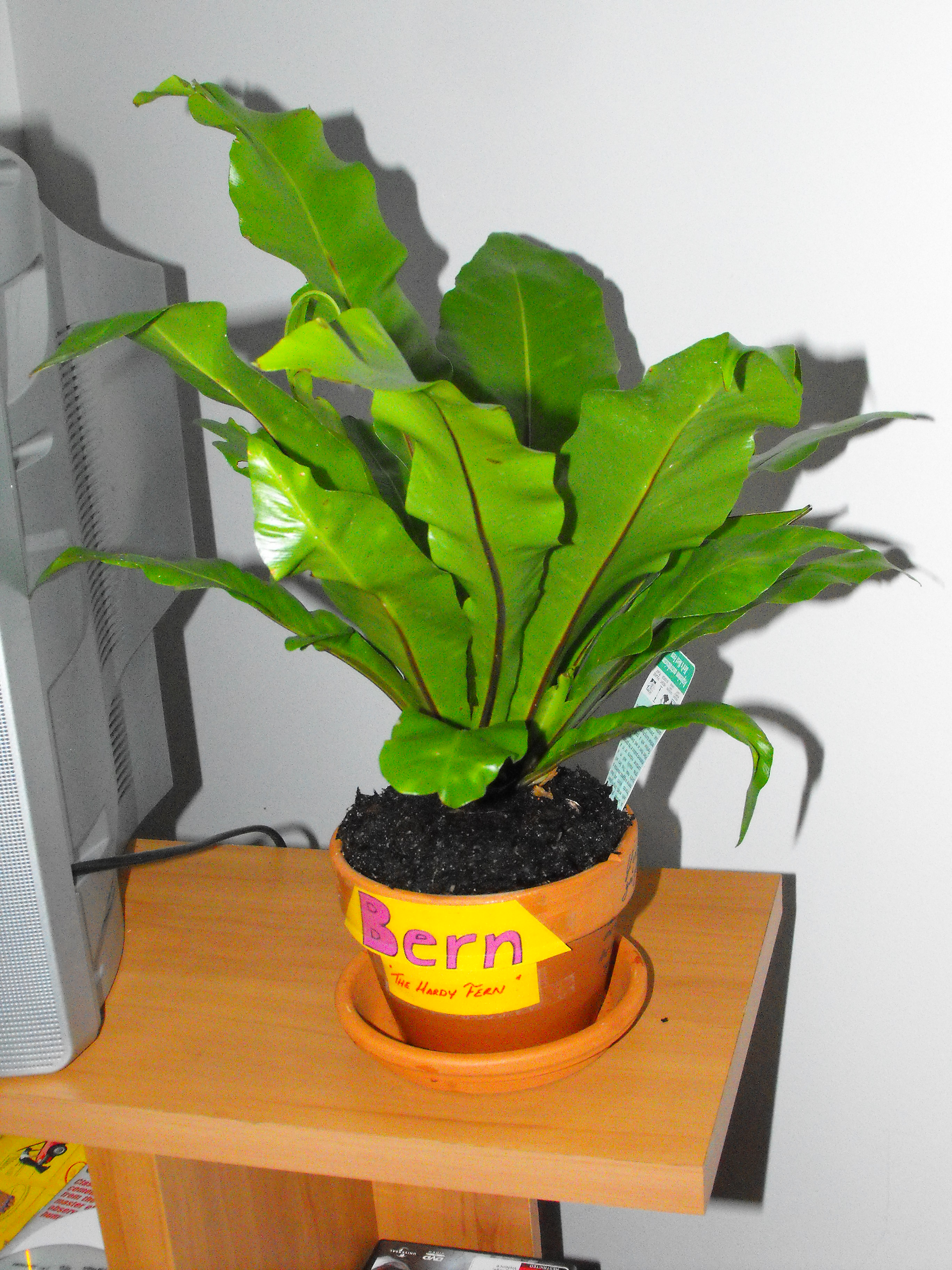
Asplenium australasicum

- Asplenium australasicum (J. Sm.) Hook.
- Asplenium ficifolium Goldm.
- Neottopteris antiqua (Makino) Masam.
- Neottopteris australasica J. Sm. 1857
- Neottopteris mauritiana Fée
- Neottopteris musaefolia J. Sm.
- Neottopteris nidus (L.) J. Sm.
- Neottopteris rigida Fée
- Thamnopteris nidus (L.) C. Presl[2][3]

## Nombres comunes
Su nombre común es helecho "nido de pájaro" por su forma. Este nombre se traduce del inglés "Bird's Nest Fern", aunque también se le conoce como "Crow's Nest Fern" = helecho "nido de cuervo", por su distintiva forma cuando se da en libertad.

## Galería

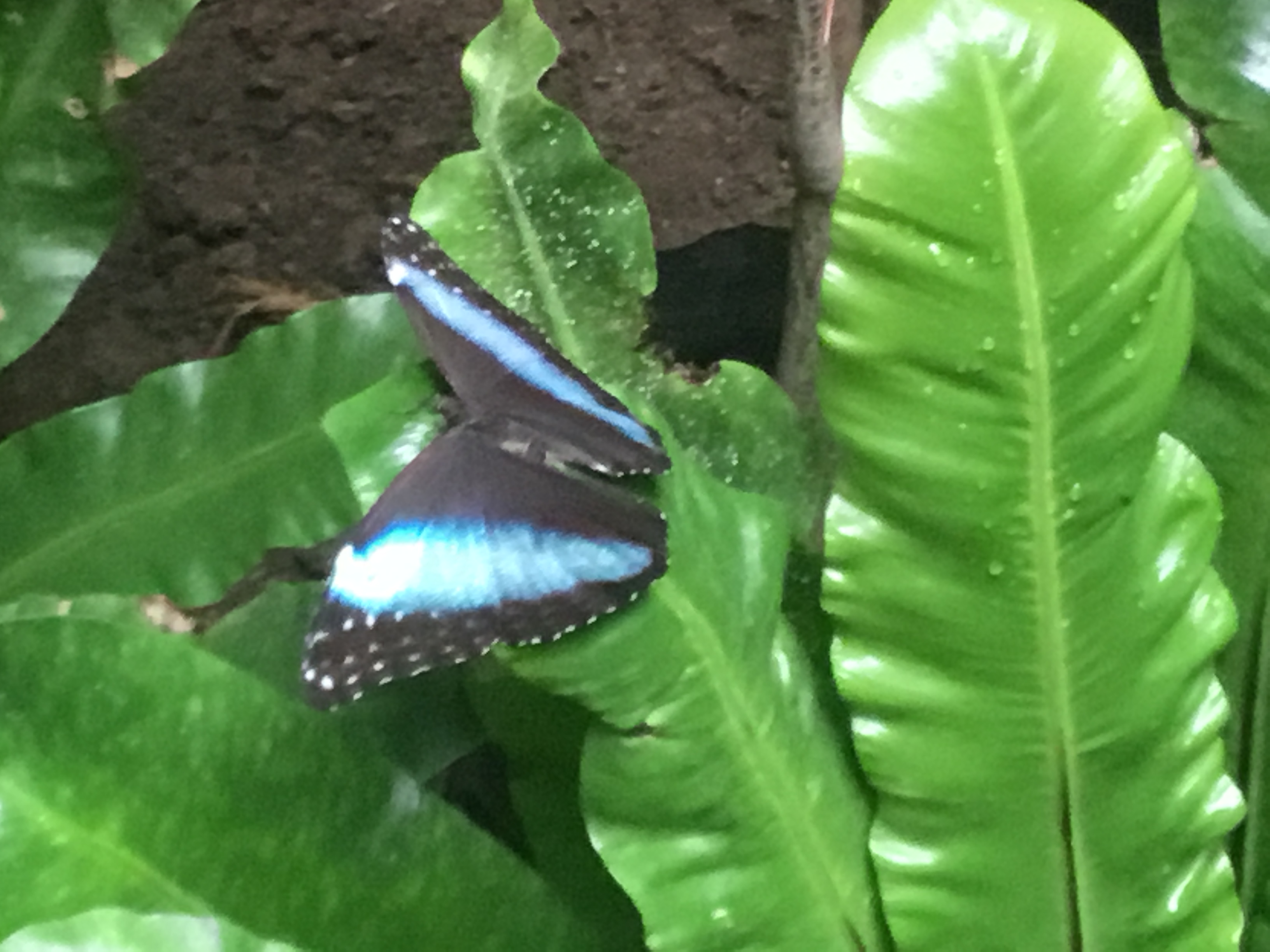
Morpho peleides encima del helecho e La Mariposario, un restaurante con mariposas
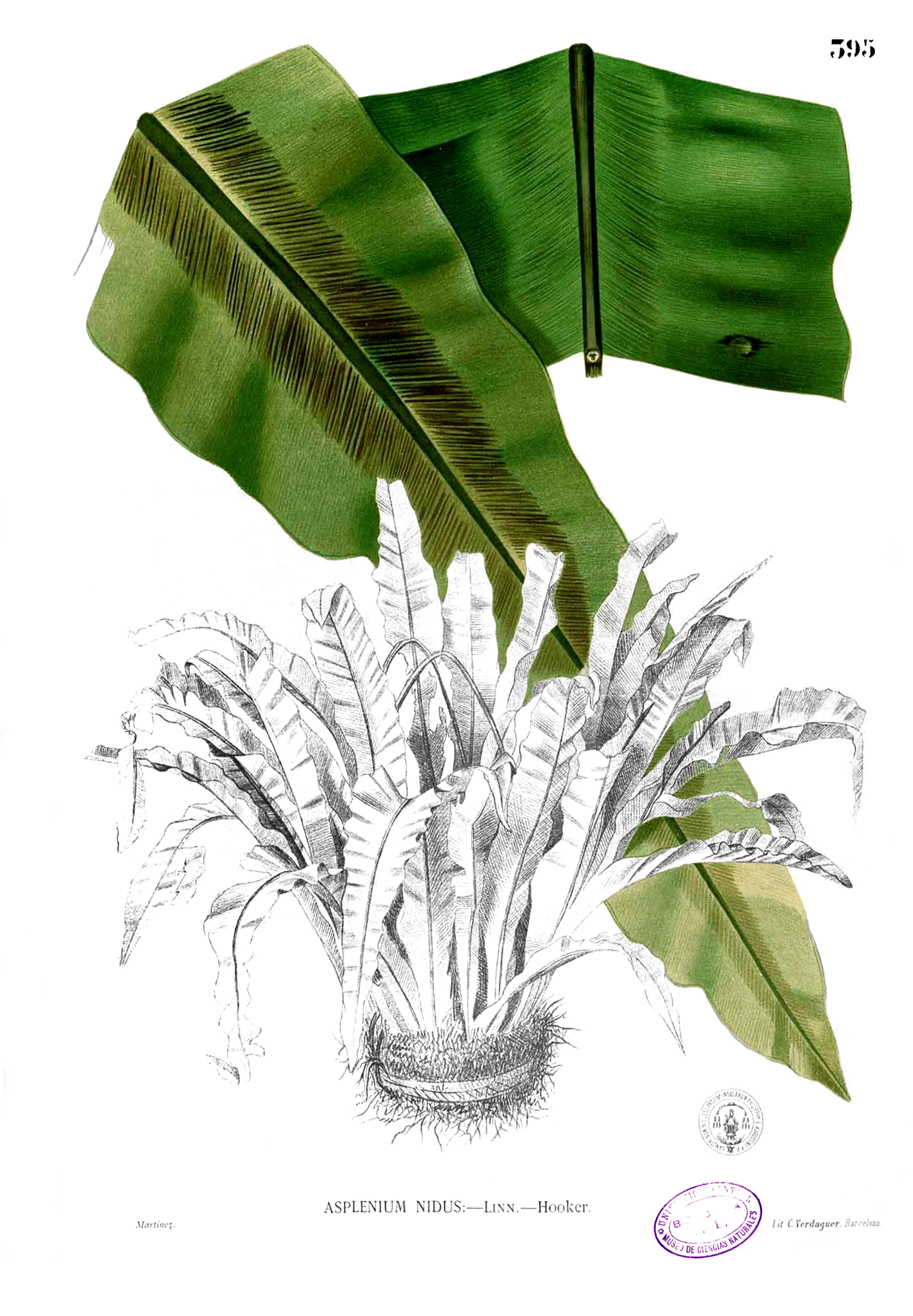
Ilustración por Manuel Blanco Ramos, usada en su obra, Atlas II